# TekNap
TekNap war ein Napster-kompatibles Filesharingprogramm, um in Verbindung mit einem OpenNap- oder SlavaNap-Server Dateien zu tauschen und zu chatten. Der im Original BWap genannte Client ermöglichte einem Server-Administrator, mit Hilfe einer eingebauten Skriptsprache, OpenNap-Server und in einem gewissen Maß auch SlavaNap-Server zu administrieren. Es war auch sehr verbreitet, TekNap dazu zu benutzen, auf Aktivitäten von Benutzern zu reagieren, um beispielsweise einfache Spiele in einem Chatraum zur Verfügung zu stellen oder anderweitig auf Benutzereingaben zu reagieren.
TekNap basiert auf dem ursprünglich aus der Unix-/Linux-Welt stammenden IRC-Client BitchX und wird in der Kommandozeile von *nix Betriebssystemen beziehungsweise von Windows in einer Cygwin-Umgebung ausgeführt.
Für die Verbindung wird das Napster Protokoll wie bei OpenNap und SlavaNap verwendet. Mit TekNap kann man sich aber auch zu IRC-Servern verbinden.